# Casa Europea de la Fotografía
El Casa Europea de la Fotografía (en francés: Maison européenne de la photographie, MEP) es un centro de exposiciones municipal de fotografía situado en París. Fue fundado en 1996 y está situado en la rue de Fourcy en el IV Distrito de París.
Se encuentra en una mansión de finales del siglo XVIII pertenecientes a la alcaldía de París que ha sido rehabilitada. Dispone de una biblioteca, un auditorio y una videoteca y aunque su administración depende del presupuesto municipal de París sus empleados no son funcionarios.
La colección del MEP está dedicada al arte contemporáneo y está formada por fotografías impresas y digitales y vídeos o DVD de artistas, así como una extensa biblioteca especializada , llamada «Biblioteca Roméo Martinez», que dispone de unos 24.000 libros de fotografía tanto de tipo técnico como artístico y 1400 revistas que la convierte en una biblioteca de referencia para la investigación fotográfica en Europa y Estados Unidos. La Casa de la Fotografía de Moscú se creó siguiendo su modelo de trabajo institucional.
También es la sede del ARCP o taller de restauración y conservación de fotografías de la ciudad de París que fue creado en 1983 con el fin participar en la mejora de los fondos de todos los museos municipales.